# Массачусетский технологический институт
Массачу́сетский технологи́ческий институ́т (МТИ, англ. Massachusetts Institute of Technology, MIT) — университет и исследовательский центр, расположенный в Кембридже (пригороде Бостона), штат Массачусетс, США. Также известен как Массачусетский институт технологий и Массачусетский технологический университет. Одно из самых престижных технических учебных заведений США и мира.
МТИ занимает лидирующие позиции в престижных рейтингах университетов мира, является новатором в областях робототехники и искусственного интеллекта, а его образовательные инженерные программы, программы в сфере информационных технологий, экономики, физики, химии и математики из года в год признаются лучшими в США изданием U.S. News & World Report, известным своей системой ранжирования национальных университетов. Институт также известен во многих других областях, включая менеджмент, экономику, лингвистику, политические науки, философию и музыку.
МТИ является крупнейшей в мире научно-исследовательской структурой (из неаффилированных к коммерческим корпорациям) по объёму ежегодных военных заказов на военные исследования (в 2014 году расходы из бюджета института на НИОКР военной тематики составили 951 млн долларов). В корпоративном сегменте с ним соперничают только такие гиганты как Lockheed Martin, Northrop Grumman, Raytheon, Boeing, ежегодные расходы которых на НИОКР превышают миллиард долларов.
Среди самых известных подразделений МТИ значатся лаборатория Линкольна (казённое учреждение на балансе ВВС США, ведающее широким спектром военно-прикладных исследований, от радаров до межконтинентальных ракет), лаборатория информатики и искусственного интеллекта, а также школа управления. 81 член сообщества МТИ являются лауреатами Нобелевской премии.

## История

### Первые годы
В 1861 году Содружество Массачусетса одобрило хартию Вильяма Бэртона Роджерса об учреждении «Массачусетского технологического института и Бостонского общества естествознания». Вильям Бэртон Роджерс хотел создать новую форму высшего образования, отвечающего вызовам стремительно развивающейся науки в середине XIX века, на которые классическое образование уже не могло дать адекватный ответ. После принятия хартии Роджерс стал искать средства, развивать учебную программу и подбирать подходящее место для института. План Роджерса, как он сейчас известен, базировался на трёх принципах: образовательная ценность полезных знаний, необходимость обучения через действия и объединение профессиональных и гуманитарных наук. Его философия — «обучение не в манипуляциях и важнейшиx деталях науки, которые можно применить лишь на практике, а в знании и понимании всех основных научных принципов с их объяснениями». Из-за начавшейся несколько месяцев спустя гражданской войны первые занятия в МТИ прошли только в 1865 году в арендованном помещении торгового дома в пригороде Бостона.
Строительство первого здания МТИ в районе Бэк Бэй завершилось в 1866 году, и заведение было известно под названием «Бостонское техно» до тех пор, пока кампус не пророс через реку Чарльза в Кембридж в 1916 году. С течением лет научная и инженерная подготовка стала отходить от идеала Роджерса и сконцентрировалась больше на практических, чем теоретических предметах. Более того, институт столкнулся с финансовыми проблемами и проблемами набора профессорского-преподавательского состава. МТИ был до такой степени специализирован, что это причиняло ущерб остальному обучению. «Школа выше по реке», как называли Гарвардский университет, добивалась от администрации МТИ слияния; первоначальный план в 1900 году отменили из-за протестов выпускников института. В 1914 году было официально объявлено об объединении МТИ и гарвардского департамента прикладной науки, и оно должно было начаться, «когда институт займёт свои новые роскошные корпуса в Кембридже». Тем не менее в 1917 году слияние с Гарвардом было аннулировано решением суда штата.

### Расширение
Вышеописанные попытки объединения происходили параллельно с тем, как МТИ вырастал из лекционных и лабораторных помещений своего здания в Бостоне. Заняв свой пост в 1909 году, президент Ричард Маклорен искал пути расширения территории института. Анонимный жертвователь — Джордж Истман, как выяснилось позже, — подарил средства для покупки мили промышленных земель вдоль кембриджской стороны реки Чарльза. К 1916 году МТИ окончательно переехал в новые статные здания, выполненные в стиле неоклассицизма, и остаётся там до сих пор. Новый кампус подразумевал некоторые изменения в неразвивающейся учебной программе, президент Карл Тейлор Комптон и вице-президент Вэнивар Буш в 1930 году кардинально изменили программу, увеличив важность «действительных» наук, таких как физика или химия, и уменьшая время на работу в мастерских или рисование чертежей. Несмотря на сложность в годы Великой депрессии, реформы упрочили доверие к возможностям института поддерживать своё лидерство в науке и инженерном искусстве. По воле случая они также укрепили академическую репутацию МТИ в канун Второй мировой войны, привлекая учёных и исследователей, позже внёсших большие вклады в Радиационную лабораторию, Инструментальную лабораторию и другие военные исследовательские программы.
МТИ значительно изменился, оказавшись вовлечённым в военные исследования Второй мировой войны. Буш — вице-президент института, проректор — стал главой Национального исследовательского оборонного комитета, позже ставший Отделом научных исследований и разработок, ответственным за Манхэттенский проект. Поддерживаемые правительством исследования обеспечили фантастическое увеличение исследовательского персонала института и физических лабораторий, переместив акцент со студентов на аспирантов. Во время холодной войны и космической гонки 1950—1960-х годов росло беспокойство по поводу технологического разрыва между США и СССР. Участие МТИ в военно-промышленном комплексе страны стало источником гордости в кампусе. Тем не менее, в конце 1960-х — начале 1970-х годов активно протестующие против этих исследований студенты и преподаватели-активисты потребовали от администрации института выделить такие лаборатории в то, что стало Лабораторией Чарльза Старка Драпера и Лабораторией Линкольна. Масштаб этих протестов отражает факт, что МТИ имел больше имён в «списке врагов президента Никсона», чем любая другая организация; среди этих людей есть президент института Джером Виеснер и профессор Ноам Хомски. Заметки, открывшиеся во время Уотергейтского скандала, указывали, что Никсон урезал федеральные ассигнования МТИ из-за «антиоборонной точки зрения Виеснера».

### Испытания и разногласия
МТИ номинально стал местом совместного мужского и женского обучения с 1870 года, когда зачислили Эллен Сваллоу Ричардс. Девушки-студентки, тем не менее, оставались в незначительном меньшинстве (примерно несколько десятков) до открытия первого женского общежития — МакКормик Холл — в 1964 году. Женщины составили 43 % всех студентов и 29 % аспирантов, зарегистрированных в 2005 году. Ричардс стала первым преподавателем-женщиной в МТИ, специализирующейся на охране окружающей среды. В 1998 году МТИ стал первым серьёзным учебным заведением, признавшим существование систематического перекоса в отношении женщин-преподавателей и поддержавшим усилия по исправлению сложившейся ситуации. В 2003 году в новостях института опубликовали большое количество статей, из которых следует, что статус женщины улучшился в течение последних лет. В августе 2004 года кандидатуру Сюзан Хокфилд, молекулярного нейробиолога, одобрили, и она стала первым президентом-женщиной. Она приняла должность как шестнадцатый президент института 6 декабря 2004 года.
МТИ оказался не свободен и от других разногласий. В 1986 году Дэвид Балтимор, Нобелевский лауреат, и его коллега Тереза Иманиши-Кари были обвинены в подлоге результатов исследований. За этим последовало расследование Конгресса, которое потребовало от Балтимора отказаться от назначения на пост президента Университета Рокфеллера (хотя обвинение с Иманиши-Кари было снято); впоследствии Балтимор стал президентом Калтеха (1997—2006). В середине 80-х годов XX века историк науки Дэвид Ф. Нобл, контракт с которым не был продлён, обвинил МТИ в своём беспричинном увольнении, когда он публиковал несколько книг и документов, критикующих отношения МТИ с корпорациями и военными ведомствами. Этот случай стал общеизвестным, подняв вопрос, до какой степени у научного работника есть право на свободу слова. В 2000 году профессор Тед Постол обвинил администрацию МТИ в попытке замолчать подлог исследовательских данных в Лаборатории Линкольна в отношении теста баллистических ракет; расследование этого дела до конца ещё не закончено.
Большое количество членов сообщества МТИ вовлечено в свободное программное обеспечение, как Ричард Столлман или Хал Абельсон. Газета студентов МТИ — МТИ Тех — стала первой газетой в web. В 2001 году МТИ объявил, что планирует выложить множество материалов по разным курсам как часть своего проекта OpenCourseWare. Также Николас Негропонте из Медийной лаборатории является главой инициативы «Ноутбук каждому ребёнку».

### Сотрудничество
Россия
В середине июня 2011 ректором Массачусетского технологического института профессором Лео Рафаэлем Райфом и президентом фонда «Сколково» Виктором Вексельбергом было подписано соглашение о создании в иннограде университета под рабочим названием Skolkovo Institute of Science and Technology. Договорённость между «Сколково» и MIT Sloan была построена на принципах проектного обучения, которые лежат в основе образовательного подхода обеих школ, и предполагает сотрудничество на базе обмена модулями по программам МВА.
В октябре 2013 года президент Массачусетского технологического института Лео Рафаэль Райф возглавил Международный совет МФТИ.

## Факультеты (программы)
- Архитектуры (MIT School of Architecture and Planning)
- Астрономии
- Аэронавтики
- Биологии
- Гуманитарных наук (MIT School of Humanities, Arts, and Social Sciences)
- Здравоохранения
- Инженерного дела (Massachusetts Institute of Technology School of Engineering)
- Информатика
- Математики
- Менеджмента (MIT Sloan School of Management)
- Физики
- Химии

## Стоимость обучения
Стоимость обучения в институте не зависит от уровня программы. Бакалаврская программа (англ. undergraduate), магистерская или аспирантская программы (англ. graduate) стоят одинаково. Однако цена зависит от полноты обучения — весь курс или отдельные предметы, защиты. За последние пять лет стоимость полного обучения (англ. full regular tuition) повышалась примерно на две тысячи долларов в год. В 2017—2018 учебном году полная программа стоила 49 580 долларов США, в 2018—2019 у.г. — 51 520 $, в 2019—2020 у.г. — 53 450 $. Цена указана за академический год. Стоимость учебников не включена. 
Кроме самого обучения студент может оплатить студенческий сбор, проживание в общежитии, питание, книги и канцелярские принадлежности и медицинское страхование.

## Позиции и репутация
МТИ стоит под итоговым номером 2 среди двухсот лучших университетов мира по версии The Times (2004—2005): номер 1 в технологии и инженерном искусстве. Национальный исследовательский совет в исследовании 1995 года среди университетов США присвоил институту номер 1 по репутации и номер 4 по цитатам и наградам. Программа Ломбарди по измерению производительности университетов стабильно показывает МТИ среди 5 лучших национальных университетов с 2000 года — с начала программы.
Программы МТИ по химии, компьютерной науке, инженерному искусству, математике и физике, — каждой был присвоен первый номер в рейтингах Новостей США и Мирового отчёта 2007. Инженерная школа имеет постоянный первый рейтинг среди студенческих программ с тех пор, как журнал впервые провёл своё голосование в 1988 году. Школа управления стала вторым номером для студентов и четвёртым среди всех программ MBA по версии рейтинга US News 2006 года. The Washington Monthly поставил первым номером МТИ в рейтинге колледжей для поступающих в 2005 году и то же в 2006 году. В 2014 году МТИ занял 3 позицию в Академическом рейтинге университетов мира, 5 место в рейтинге лучших вузов США по версии Forbes.

## Культурная и студенческая жизнь
МТИ никогда не выдавал почётных степеней; единственный путь получить диплом — заработать его. В дополнение к этому, институт не выдаёт атлетических стипендий, степеней за постороннюю работу или латинских почестей при окончании обучения — философия в том, что окончить МТИ — большая честь. Институт иногда выдаёт, в редких случаях, почётные степени профессоров; Уинстон Черчилль получил эту степень в 1949 году, Салман Рушди в 1993 году. Сотрудники и студенты могут гордиться собой только на основе умственных способностей и достижений, и профессора часто говорят, что они составляют рейтинг студентов «по алфавиту». Из-за давления науки, культуру МТИ часто характеризуют отношениями любви и ненависти.
В 1970 году ректор Института отношений Бенсон Р. Шнайдер опубликовал «Скрытую программу», в которой он рассуждает о том, что масса предположений и требований управляет жизнью студентов МТИ и подавляет их способности к творческому мышлению. Шнайдер утверждает, что неписаные правила часто значат больше «официальной программы», и эта ситуация не является исключительно присущей МТИ.
Институт всегда стремился предоставить своим студентам свободу самовыражения. Так, например, отличительной чертой сайта MITadmissions.org является наличие блогов и аккаунтов, созданных студентами, содержание которых не подверглось редактированию со стороны администрации.
Такая позиция учебного заведения влияет на развитие этики хакеров. Сам термин «хакер» и большая часть хакерской культуры произошли из МТИ, начиная с TMRC и Лаборатории ИИ в конце 1950-х — начале 1960-х годов. Список местных хакеров включает Ричарда Столлмана и профессоров Джеральда Джея Сассмана и Тома Найта.
В МТИ термин «хак» имеет несколько значений. «Хакнуть» может означать физическое обследование территории (часто внутри кампуса, но иногда и снаружи), которая обычно недоступна — крыши и вентиляционные шахты. «Хак» также означает хорошо подготовленное практическое увеселение, не только умная техническая борьба. Например, когда в общежитиях начали подходить к концу свободные места, «Хакеры» построили на крыше главного здания (Building #10) комнату и распределили туда несколько новичков.
Стремление к антиавторитаризму иногда перебарщивает и в других формах. В 1977 году две студентки-второкурсницы Сюзана Гильберт и Роксана Ричи подверглись дисциплинарному взысканию за опубликованную 28 апреля статью в альтернативном еженедельнике МТИ. Названная «Руководство потребителя по молодым людям из МТИ» (англ. Consumer Guide to MIT Men), эта статья представляла собой сексуальное исследование 36 молодых людей, с которыми две девушки решили переспать; все 36 были затем расставлены в список по их производительности. Гильберт и Ричи намеревались переделать таблицы с учётом рейтинговой системы и книжек с фотографиями, используемые парнями для поиска девушек, но их статья привела не только к дисциплинарному наказанию, но и к петиции, подписанной двумя сотнями протестующих студентов, и к осуждению президента Джерома Б. Виеснера, который опубликовал ярую критику статьи. Другой ляпсус в кампусе случился, когда в конце 1970-х годов фильм о традиционном дне регистрации заменили на «Звёздные войны».
Самоубийство студентки Элизабет Шин в 2000 году привлекло внимание к суицидам в МТИ и привело к спорам, имеет ли МТИ необычно большое количество самоубийц. Статья[какая?] в «Бостонском глобусе» утверждает, что студенты института гораздо более предрасположены наложить на себя руки, чем в двенадцати других сравнимых учебных заведениях, и цитирует психиатра, который распознал «заразные самоубийства». Действительно ли, в МТИ самоубийц больше, постоянно обсуждается; к примеру, лицензированный социальный работник, написал в Psychiatric Times статью, в которой отметил, что «в МТИ самоубийц примерно столько же, сколько и в среднем по стране, если учитывать чрезвычайно мужской коллектив школы.» В конце 2001 года оперативная группа института рекомендовала улучшить службы психического здоровья. Канцлер Филип Л. Клэй объявил о том, что МТИ будет воплощать рекомендации, включая расширение штата и рабочих часов в центре психического здоровья.
Отметки на Гарвардском мосту, соединяющем Бостон и Кембридж, сделаны в малораспространённой единице длины — смутах. В 1958 году студенты МТИ решили измерить длину Гарвардского моста с помощью одного из своей компании — студента по имени Оливер Смут, которого в лежачем положении перемещали дальше и дальше, делая краской отметки. Общая длина моста составила «364.4 smoots plus/minus one ear» (с англ. — «364,4 смута и плюс-минус одно ухо»), а сама единица смут равна примерно 170 сантиметрам. После реконструкции моста в 1988 году городские власти стёрли все отметки, которые студенты постоянно обновляли. Однако вмешались полицейские, которым было удобно сообщать о происшествиях на мосту, ориентируясь по смутам, и линии восстановили.
Сам Оливер Смут позднее стал президентом Американского национального института стандартов, а впоследствии возглавил Международную организацию по стандартизации.
МТИ предлагает атлетические программы по 41 виду спорта университетского уровня. Институтские команды называются «Инженеры», их талисман с 1914 года — бобр, «природный инженер». (Или иногда: «Бобр является инженером среди животных — студенты МТИ — животные среди инженеров».) Лестер Гарднер дал следующее толкование: «Бобр не только символизирует технику, но его привычки становятся нашими собственными. Бобр замечателен своими инженерными и механическими способностями и привычкой к труду. Его привычки принадлежат вечеру. Он делает свою лучшую работу ночью». Команды участвуют в третьем дивизионе NCAA, Мужской и Женской атлетических ассоциациях Новой Англии, Футбольной ассоциации Новой Англии, командно в первом дивизионе NCAA и Западной гребельной ассоциации колледжей.
Команды МТИ выигрывали или занимали призовые места в национальных чемпионатах по стрельбе из пистолета, лёгкой атлетике, бегу по пересечённой местности, фехтовании и водном поло. В МТИ также есть кампусная радиостанция, ежегодная «охота за тайной» на выходные в неделю со днём Мартина Лютера Кинга, а также один из старейших современных танцклубов времени вестернов в стране. Общество научной фантастики МТИ поставило перед собой цель собрать самую большую в мире общедоступную коллекцию научно-фантастических книг на английском языке. Симфонический оркестр МТИ записывается после поддержки Дэвида Эпштейна в 1970-х годах. Стало традицией, что при каждом начале цикла лекций LSC смотрят фильм на тридцатипятимиллиметровой плёнке 1970-х годов, перед показом которого проносится дружный вздох «LSC… сосёт»; иногда его можно услышать и в других театрах около Бостона. Они принесли много знаменитых ораторов и артистов, включая таких, как Гари Ларсон, Уеирд Ал Янкович, и бывший секретарь по обороне Роберт Макнамара.

### Проживание студентов
МТИ гарантирует общежитие на четыре года для всех студентов. Приставленные руководитель группы и комендант играют двойную роль, помогая студентам и проверяя их на имеющиеся медицинские или психологические проблемы. Студентам разрешается выбрать общежитие и этаж до приезда в кампус; как результат, среди живущих появляются различные сообщества. Хотя большое количество общежитий предоставляет разнообразие выбора возможностей жилья, общежития на Массачусетс Авеню и на востоке от него стереотипно более приспособлены для контркультурной деятельности. Более старые общежития, как Бексли холл и Восточный кампус, ограничивают широкую свободу действий в оформлении, которое включает в некоторых случаях обои, решётки, совершенно чёрные коридоры и стенные аквариумы.
Многие старшекурсники предпочитают жить в студенческих мужских, женских и смешанных общинах, большинство из которых располагаются за рекой в районе Бэк Бэй с историческим месторасположением МТИ. До 2002 года первокурсники, получившие членство в этих организациях, могли переезжать туда немедленно, оставляя систему общежитий. После смерти Скотта Крюгера от алкоголя в сентябре 1997 года как новоиспечённого члена общины Фи Гамма Дельта, институт начал требовать от всех первокурсников проживания в общежитиях.